# Chaetocladius acuticornis
Chaetocladius acuticornis är en tvåvingeart som först beskrevs av Jean-Jacques Kieffer 1915.  Chaetocladius acuticornis ingår i släktet Chaetocladius och familjen fjädermyggor. Inga underarter finns listade i Catalogue of Life.